# Festival Devět bran
Devět bran je multižánrový festival česko-německo-židovské kultury, který je v Praze každoročně pořádán od roku 2000. Svůj název získal podle knihy Devět bran od Jiřího Mordechaje Langera, „která je symbolem tradiční židovské kultury.“ Je koncipován jako „týden židovské kultury,“ a jeho součástí jsou koncerty, přednášky, výstavy a filmová představení. Cílem festivalu je „prezentovat české společnosti židovskou kulturu jako kulturu stále živoucí a inspirující.“ Každý rok se zaměřuje na světovou židovskou kulturu z vybraného státu; v roce 2010 se jednalo o kulturu rumunské židovské komunity. V úvodu festivalu se udělují ceny Křišťálová menora za hraný a dokumentární film, včetně přínosu židovské kultuře. Držitelem této ceny je například režisér Roman Polanski za film Pianista, herec Vlastimil Brodský in memoriam za roli Jakuba ve filmu Jakub lhář, režisér Matej Mináč za film Síla lidskosti - Nicholas Winton, ministr kultury ČR Pavel Dostál in memoriam za přínos židovské kultuře, spisovatelka Lenka Reinerová také za přínos česko, německo, židovské kultuře, Marta Vančurová za projekt Židovského muzea v Praze Zmizelí sousedé, atd.
Hlavní scénou festivalu je Valdštejnská zahrada v Praze, akce však v rámci festivalu probíhají i ve městech v regionech (například Plzeň, Třebíč, Terezín). Prezidentem festivalu byl spisovatel Arnošt Lustig.

## Historie
Během prvního ročníku festivalu v roce 2000, bylo vysázeno symbolických 9 stromků na místě shromáždění prvních transportů do koncentračního tábora Terezín u pražského Parkhotelu, a to za přítomnosti mj. velvyslanců Izraele a USA. Součástí programu bylo vystoupení izraelského národního divadla ha-Bima, které uvedlo hru Bertolda Brechta s názvem Kavkazský křídový kruh. Dále vystoupil například Pavel Šporcl či Livnat Brothers z Izraele.
O rok později, během druhého ročníku v roce 2001 byl poprvé Křišťálovou menorou oceněn film, a to Všichni moji blízcí režiséra Matěje Mináče. Součástí hudebního programu byla například Věra Bílá, Kracow Klezmer Band či Hradišťan.
V roce 2002 byly oceněny filmy Démanty noci režiséra Jana Němce a Síla osobnosti - Nikolas Winton režiséra Matěje Mináče. Na festivalu vystoupili: Klezmatics, Pressburger Klezmer band či Benewitzovo kvarteto.
Čtvrtý ročník, proběhlý v roce 2003, měl zvolené téma, a to Izrael. Křišťálovou menorou byly oceněny filmy Deník Anne Frankové režiséra Roberta Dornhelma, a dokumenty Nacisté pod ochranou a Český holokaust. Hudebního vystoupení se zúčastnil Symfonický orchestr hlavního města Prahy, a například též uskupení Shlomo Bar (Izrael), Kapelye (USA), Kroke (Polsko), Jerusalem Lyric Trio (Izrael) či Shmuel Barzilai (Rakousko.
Tématem pátého ročníku z roku 2004 byla Argentina. Křišťálovou menoru si odnesl film Pianista režiséra Romana Polanskiho, dokument Marc Chagall a zvláštní cena byla udělena Martě Vančurové za projekt Židovského muzea v Praze – „Zmizelí sousedé.“ Zvláštním hostem festivalu byla Deborah Lipstadt, autorka knihy Popírání holokaustu. Vystoupili například Bengas, Brathanki (Polsko), Di Naye Kapelye (Maďarsko), Klezmatics (USA), Lerner – Moguilevski Duo (Argentina), Shlomo Bar (Izrael), Orchestr pražských symfoniků + Václav Hudeček + Daniel Levy (klavír, Argentina); Pasos de Tango (Argentina, tanec).
V roce 2005 se stalo tématem festivalu Rusko. Křišťálová menora byla udělena filmu Rozsovy písně režiséra Andora Szilágye a dokument Dziga Vertov a jeho bratři. Zvláštní ceny byla in memoriam udělena někdejšímu ministru kultury Pavlu Dostálovi. Cenu prezidenta festivalu obdržel film Polnočná omča režiséra Jiřího Krejčíka. Z divadelní části vystoupila ruská divadla Těatr U Nikitských Vorot a Těatr Šalom. Z hudebního programu pak například Berl Šmerl a synové, Micvah či Mužský sbor Velké synagogy v Moskvě s kantorem Baruchem Finkelsteynem.
Pro sedmý ročník, pořádaný v roce 2006, bylo zvoleno téma Německo. Křišťálovou menoru získal film Jakub lhář režiséra Franka Beyera a dokument Milujte své nepřátelé. Zvláštní cenu obdržela spisovatelka Lenka Reinerová. Z hudebního programu vystoupili například Alexander Shonert, Schnaftl Ufftschik či 17 Hippies.
V roce 2007 byl tématem festivalu zvoleny Spojené státy americké a George Gershwin. Křišťálovou menoru si odnesl Vlastimil Brodský (in memoriam) za hlavní roli ve filmu Jakub lhář, režisérka Helena Třeštíková za dokument Nesdělitelné a Ondřej Trojan za film Musíme si pomáhat. Zvláštní cenu získala Nadace NOVA. Z divadelní části vystoupilo například divadlo Rokoko či Strašnické divadlo. Z hudební části pak například dirigent Libor Pešek, klavírista Pavel Kašpar a skupiny EljazzER, Okar Murat Ozturk či Rebelcantissimo .
Tématem devátého ročníku z roku 2008 bylo „Devět let s Devíti branami.“ Křišťálovou menoru získal film Ďáblova dílna na základě literární předlohy Adolfa Burgera. Na hudebním programu festivalu vystoupili například: Eli Jafe, Trombenik, Kroke, Paul Brody, Gitanes, The Klezmatics, aj. Další akce festivalu proběhly ve městech Luhačovice, Trutnov, Děčín, Liberec, Loštice, Holešov, Český Krumlov, Bratislava a Teplice.
Desátý ročník, proběhlý v roce 2009, měl téma Spojené království Velké Británie a Severního Irska včetně zemí Commonwealthu. Tento ročník byl zařazen mezi oficiální kulturní akce předsednictví České republiky Evropské unii. Křišťálová menora za hraný film a dokument byla udělena za díla Nedodržený slib a Krátká dlouhá cesta. Mimo ČR se akce festivalu konaly ve Štrasburku a Londýně, kde vystoupil Dismanův rozhlasový dětský soubor s dětskou židovskou operu Brundibár. Z hudebního programu v ČR vystoupili například Nigel Kennedy, Chassidic songs project, Trombenik či Freudenthal Yiddish Klezmer Band.